# Casafort
Casafort – miejscowość w Hiszpanii, w Katalonii, w prowincji Tarragona, w comarce Alt Camp, w gminie Nulles.
Według danych INE z 2005 roku miejscowość zamieszkiwało 7 osób.